# Голлоу-Рок (Теннессі)
Голлоу-Рок (англ. Hollow Rock) — місто (англ. town) в США, в окрузі Керролл штату Теннессі. Населення — 683 особи (2020).

## Географія
Голлоу-Рок розташований за координатами 36°2′5″ пн. ш. 88°16′17″ зх. д. / 36.03472° пн. ш. 88.27139° зх. д. (36.034590, -88.271480).  За даними Бюро перепису населення США в 2010 році місто мало площу 4,64 км², з яких 4,61 км² — суходіл та 0,03 км² — водойми. В 2017 році площа становила 4,41 км², з яких 4,38 км² — суходіл та 0,03 км² — водойми.

## Демографія
Згідно з переписом 2010 року, у місті мешкало 718 осіб у 313 домогосподарствах у складі 198 родин. Густота населення становила 155 осіб/км².  Було 371 помешкання (80/км²).
Расовий склад населення:
| - 89,1 % — білих - 6,8 % — чорних або афроамериканців - 0,6 % — азіатів - 0,4 % — корінних американців |

До двох чи більше рас належало 2,6 %. Частка іспаномовних становила 1,7 % від усіх жителів.
За віковим діапазоном населення розподілялося таким чином: 22,1 % — особи молодші 18 років, 60,8 % — особи у віці 18—64 років, 17,1 % — особи у віці 65 років та старші. Медіана віку мешканця становила 43,2 року. На 100 осіб жіночої статі у місті припадало 88,5 чоловіків;  на 100 жінок у віці від 18 років та старших — 88,9 чоловіків також старших 18 років.
Середній дохід на одне домашнє господарство  становив 40 526 доларів США (медіана — 31 534), а середній дохід на одну сім'ю — 42 615 доларів (медіана — 34 205). Медіана доходів становила 43 000 доларів для чоловіків та 26 806 доларів для жінок. За межею бідності перебувало 27,6 % осіб, у тому числі 33,1 % дітей у віці до 18 років та 25,0 % осіб у віці 65 років та старших.
Цивільне працевлаштоване населення становило 245 осіб. Основні галузі зайнятості: виробництво — 31,0 %, освіта, охорона здоров'я та соціальна допомога — 16,7 %, роздрібна торгівля — 15,1 %, будівництво — 14,7 %.